# 普兰希塔
普兰希塔是巴西巴拉那州的一个市镇。总面积225.839平方公里，总人口5925人，人口密度26.2人/平方公里。